# Дроняевский
Дроняевский — хутор в Курчатовском районе Курской области. Входит в Макаровский сельсовет.

## География
Хутор находится в бассейне Сейма, в 37 км западнее Курска, в 6,5 км севернее районного центра — города Курчатов, в 10 км от центра сельсовета — Макаровка.
Климат
Дроняевский, как и весь район, расположен в поясе умеренно континентального климата с тёплым летом и относительно тёплой зимой (Dfb в классификации Кёппена).

## Население
| 2002 | 2010 |
| ---- | ---- |
| 45   | ↘29  |

## Инфраструктура
Личное подсобное хозяйство.

## Транспорт
Дроняевский находится в 28 км от федеральной автодороги М2 «Крым», в 6 км от автодороги регионального значения 38К-017 (Курск — Льгов — Рыльск — граница с Украиной), в 2 км от автодороги межмуниципального значения 38Н-575 (река Сейм — Мосолово — Нижнее Сосково), в 6,5 км от ближайшего ж/д остановочного пункта Курчатов (линия Льгов I — Курск).